# Most w Stobnicy
Most w Stobnicy – most nad Wartą pomiędzy miejscowościami Stobnica i Brączewo w Polsce, w województwie wielkopolskim, na granicy powiatów szamotulskiego i obornickiego.
Stalowy most o długości 245 m i masie 600 t, ma nitowaną konstrukcję kratownicową o siedmiu przęsłach o rozpiętości od 17,8 m do 83,3 m i jest zawieszony 18,2 m nad lustrem wody. Konstrukcja wykorzystuje przęsła wspornikowe i podczepione do ich końców przęsła podwieszane zgodnie z systemem opracowanym przez Heinricha Gerbera. Kratownicowe przęsło nurtowe jest nieznacznie dłuższe niż prześwit pomiędzy filarami i łączy się bezpośrednio z przęsłami blachownicowymi nad terenami zalewowymi, a w miejscu tego łączenia nie ma filarów. Obiekt jest jednym z nielicznych w Polsce mostów wspornikowych. Przez most przebiegała rozebrana jednotorowa linia kolejowa Wronki–Oborniki. Tor ułożony jest na mostownicach.

## Historia
W 1520 Stobnica otrzymała przywilej budowy mostu na Warcie, którego jednak nigdy nie zrealizowała. Most kolejowy nad Wartą w Stobnicy powstał w związku z budową linii kolejowej Wronki – Oborniki. Realizatorem robót była firma Klose z Poznania, a stalowe elementy mostu wykonano w Zakładzie Budowy Mostów Zjednoczonych Hut Króla i Laury w Królewskiej Hucie. Został wzniesiony w latach 1909–1910. Pierwszy odcinek tej linii, z Wronek do Jaryszewa Obornickiego i mostu nad Wartą, oddano do użytku 1 lutego 1910 r. Pierwszy pociąg przejechał po moście 8 maja 1910 r., a 26 czerwca 1910 r. pomyślnie przeszedł on próby wytrzymałościowe, dzięki czemu 1 lipca oficjalnie i uroczyście otwarto pozostałą część linii kolejowej do Obornik.
Most dwukrotnie próbowano wysadzić w związku z prowadzonymi działaniami wojennymi. 1 września 1939 r. próbę zniszczenia mostu podjęli polscy saperzy, ale nawierzchnia jedynie złamała się i upadła do wody. Niemcy zabezpieczyli most przed całkowitym zniszczeniem, wykorzystując m.in. stalowe liny, a w 1941 r. firma Brücken- und Stahlbau Beuchelt & Co zrealizowała zadanie odbudowy konstrukcji na potrzeby ruchu towarowego, gdyż nieopodal wybudowano betoniarnię. Ponownie próbował go wysadzić wycofujący się przed Armią Czerwoną Wehrmacht, jednak uszkodzenia były mniejsze niż w 1939 r. i most jeszcze w tym samym roku naprawiono, przywracając go do użytku. Linia kolejowa funkcjonowała w ruchu pasażerskim do 1 października 1991 r., kiedy wstrzymano ruch osobowy, a 15 grudnia 2000 została całkowicie zamknięta (wstrzymanie ruchu towarowego). Od tego czasu nieczynny most był wykorzystywany przez miejscową ludność jako przeprawa piesza łącząca Stobnicę z Brączewem. W 2001 r. linia była już nieprzejezdna, gdyż tory częściowo rozebrano, a częściowo rozkradziono.
Most figuruje w wojewódzkiej ewidencji zabytków. W 2009 r. został wpisany do rejestru zabytków (nr rej. 716/Wlkp./A) ze względu na unikalną konstrukcję blachownicowo-kratownicową. W 2012 r. PKP PLK przekazało go Skarbowi Państwa w formie darowizny, ale w 2019 r. darowiznę uznano za naruszającą przepisy o ochronie zabytków, ponieważ jako zabytek most przedstawiał zbyt dużą wartość. Niezależnie od tego, most pozostaje w zarządzie starosty szamotulskiego. W tym samym roku uchylono wpis mostu do rejestru zabytków, gdyż wykryto w nim błędny zapis numerów działek. W związku z tym procedurę unieważnienia darowizny przerwano, ale jednocześnie ponownie wszczęto procedurę wpisu obiektu do rejestru zabytków.
O rewitalizację mostu starają się członkowie Inicjatywy Stobnica-Brączewo, która w 2018 r. wystosowała petycję do ministra infrastruktury, marszałka województwa wielkopolskiego, wojewody wielkopolskiego, starostów obornickiego i szamotulskiego, wójta i burmistrza Obrzycka oraz burmistrza Obornik o odrestaurowanie mostu w celu przystosowania go do funkcji pieszo-rowerowej. W 2018 r. prowadzona była budowa ścieżki rowerowej na nasypie kolejowym (szlak rowerowy Oborniki – Stobnica) w ramach budowy ścieżki rowerowej przez Puszczę Notecką. Most był brany również pod uwagę do rewitalizacji w ramach rządowego programu Mosty dla regionów.
W związku z rozwojem sytuacji wokół mostu w Pilchowicach w sierpniu 2020 r. PKP PLK zwróciło się do producentów filmu Mission: Impossible 7 z propozycją wykorzystania w zamian mostu w Stobnicy. Jednocześnie zarówno PKP PLK jak i PKP SA zaprzeczyły, jakoby zarządzały mostem. Producenci ostatecznie ogłosili rezygnację z zamiaru poszukiwań mostu na potrzeby filmu.
We wrześniu 2020 r. konstrukcja została wpisana do rejestru zabytków.